# Élections législatives liechtensteinoises de juin 1953
Les élections législatives liechtensteinoises de juin 1953 se déroulent de manière anticipée le 14 juin 1953. Malgré un résultat très serré départagé par quelques dizaines de voix, la répartition des sièges au Landtag reste inchangée. Le Premier ministre Alexander Frick, du Parti progressiste des citoyens est reconduit à la tête de son gouvernement de coalition avec l'Union patriotique.

## Système politique
Le Liechtenstein est une principauté organisée sous la forme d'une monarchie constitutionnelle avec un prince doté de larges pouvoirs dont un véto. 
Le parlement, ou Landtag, détient le pouvoir législatif. Les 15 députés qui le composent sont élus pour quatre ans au sein de 2 circonscriptions, l'Oberland et l'Unterland, comportant respectivement neuf et six sièges. Les élections ont lieu au suffrage universel masculin, pour tous les citoyens âgés d'au moins vingt-et-un ans.
Depuis 1939 le Parti progressiste des citoyens (FBP) et l'Union patriotique (VU) ont toujours obtenus ensemble la majorité absolue et gouvernés en coalition, avec le VU pour partenaire minoritaire.

## Mode de scrutin
Les élections ont lieu au scrutin proportionnel plurinominal de liste sans panachage mais avec vote préférentiel.
Les électeurs votent en cochant le nom du candidat qu'ils préfèrent sur la liste de leur choix, et ce vote pour un candidat équivaut à un vote pour son parti. La répartition proportionnelle se fait ensuite selon la méthode du plus fort reste, en appliquant le quotient dit de Hagenbach-Bischoff, avec un seuil électoral de 18 %. Les sièges attribués aux partis sont ensuite répartis à ceux de leurs candidats ayant recueilli le plus de votes en leurs noms.

## Résultats
|                           |                                       |       |       |     |        |               |  |  |  |
| Parti                     | Parti                                 | Voix  | %     | +/- | Sièges | +/-           |  |  |  |
|                           | Parti progressiste des citoyens (FBP) | 1 568 | 50,43 | 0,1 | 8      | en stagnation |  |  |  |
|                           | Union patriotique (VU)                | 1 541 | 49,57 | 7,0 | 7      | en stagnation |  |  |  |
|                           |                                       |       |       |     |        |               |  |  |  |
| Votes valides             | Votes valides                         | 3 109 | 97,95 |     |        |               |  |  |  |
| Votes blancs et invalides | Votes blancs et invalides             | 65    | 2,05  |     |        |               |  |  |  |
| Total                     | Total                                 | 3 174 | 100   | -   | 15     | en stagnation |  |  |  |
| Abstention                | Abstention                            | 218   | 6,59  |     |        |               |  |  |  |
| Inscrits / participation  | Inscrits / participation              | 3 285 | 93,41 |     |        |               |  |  |  |

| ↓  |     |
| 7  | 8   |
| VU | FBP |

### Résultats par circonscription[3]
|            |            |          |          |          |          |               |           |           |           |           |               |       |       |  |
| Parti      | Parti      | Oberland | Oberland | Oberland | Oberland | Oberland      | Unterland | Unterland | Unterland | Unterland | Unterland     | Total | Total |  |
| Parti      | Parti      | Voix     | %        | +/-      | S        | +/-           | Voix      | %         | +/-       | S         | +/-           | Total | Total |  |
|            | FBP        | 959      | 46,49    | 2,13     | 4        | en stagnation | 609       | 58,22     | 4,5       | 4         | en stagnation | 8     |       |  |
|            | VU         | 1 104    | 53,51    | 8,21     | 5        | en stagnation | 437       | 41,78     | 4,5       | 2         | en stagnation | 7     |       |  |
|            |            |          |          |          |          |               |           |           |           |           |               |       |       |  |
| Val.       | Val.       | 2 063    | 100      | –        | 9        | en stagnation | 1 046     | 100       | –         | 6         | en stagnation | 15    |       |  |
| Abst       |            |          |          |          |          |               |           |           |           |           |               |       |       |  |
| Ins./Part. | Ins./Part. | 2 261    |          | 1 137    |          |               |           |           |           |           |               |       |       |  |